# Чёрная вода (фильм, 2017)
«Чёрная вода» — российский драматический фильм ужасов режиссёра Романа Каримова. Премьера фильма состоялась 13 июля 2017 года.

## Сюжет
Главные герои — Максим, его брат Петр и его новая девушка, Полина, — приезжают в небольшую деревню, где поселяются на старом заброшенном корабле, у которого очень дурная слава среди местных жителей.
Внезапно ночью Полина исчезает, и братья начинают её поиски. А когда она также неожиданно возвращается, вокруг начинают происходить странные вещи. Максим опасается за девушку, а у его брата возникают подозрения, что это уже не Полина.

## В ролях
- Ирина Старшенбаум — Полина
- Дмитрий Богдан — Максим
- Евгений Алёхин — Пётр
- Инна Егорова — Юлия
- Сергей Белый
- Наталья Шапошникова

## Съёмочная группа
- Оператор-постановщик: Дмитрий Горбачевский
- Композиторы: Константин Чалых, Роман Каримов при участии Андрея Орлова, Сергея Клевенского
- Авторы сценария: Сергей Осипьян, Александр Лунгин, Роман Каримов
- Режиссёр-постановщик: Роман Каримов

## Отзывы
Фильм получил сдержанные отзывы российских кинокритиков.